# 玛格丽特·哈桑
玛格丽特·哈桑（Margret Hassan，1997年8月12日—）来自瓦乌，是一名南苏丹女子田径运动员，主攻短跑。她在童年时因为战争的原因被迫随家人离开家乡，她也未有足够时间接受教育，以至于直到2016年里约奥运前，她还在接受初等教育。哈桑于2014年获得南京青奥参赛资格，然而由于南苏丹尚未成立奥林匹克委员会，哈桑只能以独立运动员身份参赛，并在开幕式上担任独立运动员代表团的旗手。两年后，南苏丹第一次取得参加奥运的资格，哈桑也入选该届奥运南苏丹代表团，成为史上首位代表南苏丹参加奥运的女选手。